# Cathy O'Brien (essayiste)
Cathy O'Brien, née le 4 décembre 1957 à Muskegon, Michigan est une essayiste complotiste américaine connue pour témoigner du contrôle mental exercé par les gouvernements sur sa personne et lié au projet MK-Ultra.

## Biographie
Selon son témoignage, O'Brien fut recrutée contre sa volonté par la CIA par le biais de son père lié à un réseau pédocriminel et forcée de participer à un programme clandestin de lavage de cerveau (en anglais : mind control) nommé Project Monarch, un sous-projet du Projet Artichoke et du projet MK-Ultra,,,,. Elle aurait été exfiltrée du projet avec sa fille Kelly par son époux Mark Philips.

## Théories
Son témoignage englobe également une dénonciation de l'abus sexuel ritualisé sataniste et du club privé Bohemian Club. Parmi les personnes citées qu'elle désigne comme liés au projet Monarch par leur utilisation des esclaves sous lavage de cerveaux on peut nommer :
- Ronald Reagan
- Miguel de la Madrid
- Robert Byrd
- Dick Cheney
- Gerald Ford
- Michael Aquino (de)
- Pierre Trudeau
- Alan K. Simpson

Parmi les personnes à qui elle affirme avoir servi à délivrer des messages vocaux en personne on peut citer :
- Manuel Noriega
- Daniel Ortega
- Bill Clinton

## Œuvres
- (en) C O'Brien, Phillips M, TranceFormation of America, Reality Marketing, Incorporated, 1995 (ISBN 0-9660165-4-8, lire en ligne [PDF])
- (en) C O'Brien, Access Denied : For Reasons of National Security, Reality Marketing, Incorporated, 2004 (ISBN 0-9660165-3-X)
- C O'Brien, PTSD: Time to Heal, Reality Marketing, Incorporated, 2017 (ISBN 978-0-69277641-4)